# Persone di nome Edoardo
| Questa pagina contiene informazioni ricavate automaticamente dalle voci biografiche con l'ausilio del template Bio e di un bot. L'aggiornamento è periodico e automatico e ricostruisce completamente la pagina. Se manca una persona in questa lista, sei pregato di non aggiungerla, ma accertati piuttosto che la sua voce biografica contenga il template Bio e che i dati anagrafici siano correttamente compilati. Se il template Bio manca, inseriscilo tu stesso o, in alternativa, metti l'avviso {{tmp\|Bio}} che ne segnala la mancanza. Se i dati riportati sono sbagliati, correggi direttamente la voce biografica; le modifiche saranno visibili in questa lista entro pochi giorni. Per chiarimenti vedi il progetto antroponimi. La lista contiene solo le 326 persone che sono citate nell'enciclopedia e per le quali è stato implementato correttamente il template Bio. Pagina aggiornata al 6 ago 2025. |

Questa è una lista di persone presenti nell'enciclopedia che hanno il nome Edoardo, suddivise per attività principale.

## Agronomi(1)
- Edoardo Ottavi, agronomo, divulgatore scientifico e politico francese (Ajaccio, n. 1860 - Casale Monferrato, † 1917)

## Allenatori di calcio(2)
- Edoardo Gorini, allenatore di calcio e ex calciatore italiano (Venezia, n. 1974)
- Battista Rovida, allenatore di calcio italiano (Turano, n. 1899)

## Alpinisti(1)
- Edi Consolo, alpinista, sciatore e pittore italiano (Roma, n. 1908 - Pino Torinese, † 2004)

## Archeologi(3)
- Edoardo Borzatti von Löwenstern, archeologo italiano
- Edoardo Brizio, archeologo italiano (Torino, n. 1846 - Bologna, † 1907)
- Edoardo Tortorici, archeologo italiano (Roma, n. 1949)

## Architetti(6)
- Edoardo Arborio Mella, architetto italiano (Vercelli, n. 1808 - Vercelli, † 1884)
- Edoardo Collamarini, architetto italiano (Bologna, n. 1863 - Bologna, † 1928)
- Edoardo Detti, architetto e urbanista italiano (Firenze, n. 1913 - Firenze, † 1984)
- Edoardo Gellner, architetto italiano (Abbazia, n. 1909 - Belluno, † 2004)
- Edoardo Milesi, architetto italiano (Bergamo, n. 1954)
- Edoardo Pecco, architetto e ingegnere italiano (Ivrea, n. 1823 - Torino, † 1886)

## Arcivescovi cattolici(2)
- Edoardo Pulciano, arcivescovo cattolico italiano (Torino, n. 1852 - Genova, † 1911)
- Edoardo Rovida, arcivescovo cattolico italiano (Alessandria, n. 1927)

## Artigiani(1)
- Edoardo Marconi, artigiano e orologiaio italiano (Senigallia, n. 1866 - Montecarotto, † 1950)

## Attivisti(1)
- Edoardo Cernuschi, attivista italiano (Monza, n. 1932 - Milano, † 2001)

## Attori(13)
- Edoardo Ballerini, attore, regista e sceneggiatore statunitense (Los Angeles, n. 1970)
- Edoardo Costa, attore e modello italiano (Varese, n. 1967)
- Edoardo Faieta, attore e wrestler statunitense (Steubenville, n. 1928 - Steubenville, † 1993)
- Edoardo Gabbriellini, attore e regista italiano (Livorno, n. 1975)
- Edoardo Giraud, attore e commediografo italiano (Milano, n. 1839 - Lugano, † 1912)
- Edoardo Leo, attore, sceneggiatore e regista italiano (Roma, n. 1972)
- Edoardo Nevola, attore e doppiatore italiano (Roma, n. 1948)
- Edoardo Pesce, attore italiano (Roma, n. 1979)
- Edoardo Purgatori, attore italiano (Roma, n. 1989)
- Edoardo Siravo, attore, regista teatrale e doppiatore italiano (Roma, n. 1955)
- Edoardo Sylos Labini, attore italiano (Pomezia, n. 1971)
- Edoardo Toniolo, attore italiano (Torino, n. 1907 - Roma, † 1986)
- Edoardo Velo, attore italiano (Napoli, n. 1970)

## Attori teatrali(1)
- Edoardo Ferravilla, attore teatrale, attore cinematografico e commediografo italiano (Milano, n. 1846 - Milano, † 1915)

## Avvocati(4)
- Edoardo Clerici, avvocato e politico italiano (Como, n. 1898 - † 1975)
- Edoardo Deodati, avvocato e politico italiano (Portogruaro, n. 1821 - Venezia, † 1896)
- Edoardo Perna, avvocato, partigiano e politico italiano (Roma, n. 1918 - Roma, † 1988)
- Edoardo Rotigliano, avvocato e politico italiano (Livorno, n. 1880 - Roma, † 1963)

## Bibliografi(1)
- Edoardo Barbieri, bibliografo italiano (Milano, n. 1961)

## Bibliotecari(1)
- Edoardo Alvisi, bibliotecario italiano (Castel San Pietro dell'Emilia, n. 1850 - Parma, † 1915)

## Biologi(1)
- Edoardo Zavattari, biologo, esploratore e entomologo italiano (Tortona, n. 1883 - Genova, † 1972)

## Bobbisti(1)
- Edoardo De Martin, ex bobbista italiano (n. 1946)

## Botanici(1)
- Edoardo Martel, botanico e mineralogista italiano (Torino, n. 1846 - Finale Ligure, † 1929)

## Calciatori(31)
- Edoardo Artistico, ex calciatore italiano (Roma, n. 1969)
- Edoardo Avalle, calciatore italiano (Alessandria, n. 1905 - Merate, † 1999)
- Edoardo Bortolotti, calciatore italiano (Gavardo, n. 1970 - Gavardo, † 1995)
- Edoardo Bove, calciatore italiano (Roma, n. 2002)
- Edoardo Braiati, ex calciatore italiano (Ferrara, n. 1980)
- Edoardo Catinali, calciatore italiano (Napoli, n. 1982)
- Edoardo Catto, calciatore italiano (Genova, n. 1900 - Genova, † 1963)
- Edoardo Chieppi, calciatore italiano (Milano, n. 1899)
- Edoardo Colombo, calciatore italiano (Milano, n. 1899 - Dolcè, † 1920)
- Edoardo Colombo, calciatore sammarinese (Ravenna, n. 2001)
- Edoardo Dal Pos, ex calciatore italiano (San Fior, n. 1927)
- Edoardo Donegana, calciatore argentino (Buenos Aires, n. 1900)
- Edoardo Duca, calciatore italiano (Milano, n. 1997)
- Edoardo Galimberti, calciatore italiano (Como, n. 1915 - Sorengo, † 1995)
- Edoardo Giannone, calciatore italiano (Pola, n. 1908)
- Edoardo Goldaniga, calciatore italiano (Milano, n. 1993)
- Edoardo Iannoni, calciatore italiano (Roma, n. 2001)
- Edoardo Lancini, calciatore italiano (Chiari, n. 1994)
- Edoardo Leone, calciatore italiano
- Edoardo Mariani, calciatore italiano (Milano, n. 1893 - Pisa, † 1956)
- Edoardo Masciangelo, calciatore italiano (Roma, n. 1996)
- Edoardo Moretti, calciatore italiano (Brembate, n. 1900)
- Edoardo Orlando, ex calciatore italiano (Montebelluna, n. 1930)
- Edoardo Pasteur, calciatore, dirigente sportivo e allenatore di calcio italiano (Genova, n. 1877 - Genova, † 1969)
- Edoardo Pieragnolo, calciatore italiano (Padova, n. 2003)
- Edoardo Ratti, calciatore italiano (Bressana Bottarone, n. 1908 - Rapallo, † 1991)
- Edoardo Reja, ex calciatore e allenatore di calcio italiano (Gorizia, n. 1945)
- Edoardo Soleri, calciatore italiano (Roma, n. 1997)
- Edoardo Valenti, calciatore italiano (Roma, n. 1922 - Roma, † 2009)
- Edoardo Veneri, calciatore italiano (Verona, n. 1917 - Venezia, † 2005)
- Edoardo Vergani, calciatore italiano (Segrate, n. 2001)

## Cantautori(4)
- Edoardo Bennato, cantautore e polistrumentista italiano (Napoli, n. 1946)
- Calcutta, cantautore italiano (Latina, n. 1989)
- Edoardo De Angelis, cantautore e paroliere italiano (Roma, n. 1945)
- Edoardo Vianello, cantautore, produttore discografico e attore italiano (Roma, n. 1938)

## Cardinali(2)
- Edoardo Borromeo, cardinale e arcivescovo cattolico italiano (Milano, n. 1822 - Roma, † 1881)
- Edoardo Menichelli, cardinale e arcivescovo cattolico italiano (San Severino Marche, n. 1939)

## Cestisti(2)
- Edoardo Colombo, cestista e allenatore di pallacanestro italiano (Varese, n. 1942 - Como, † 2021)
- Edoardo Rusconi, ex cestista e allenatore di pallacanestro italiano (Varese, n. 1946)

## Chirurghi(1)
- Edoardo Bassini, chirurgo italiano (Pavia, n. 1844 - Vigasio, † 1924)

## Chitarristi(1)
- Edoardo Catemario, chitarrista italiano (Napoli, n. 1965)

## Ciclisti su strada(5)
- Edoardo Affini, ciclista su strada italiano (Mantova, n. 1996)
- Edoardo Molinar, ciclista su strada italiano (Rocca Canavese, n. 1907 - Rocca Canavese, † 1994)
- Edoardo Rocchi, ex ciclista su strada italiano (Foligno, n. 1965)
- Edoardo Zambanini, ciclista su strada e pistard italiano (Dro, n. 2001)
- Edoardo Zardini, ex ciclista su strada italiano (Peschiera del Garda, n. 1989)

## Comici(2)
- Edoardo Ferrario, comico e imitatore italiano (Roma, n. 1987)
- Edoardo Romano, comico, attore e cabarettista italiano (Napoli, n. 1942)

## Compositori(2)
- Edoardo Farina, compositore, clavicembalista e pianista italiano (Pavia, n. 1939 - Pavia, † 2018)
- Edoardo Volpi Kellermann, compositore e scrittore italiano (Livorno, n. 1964)

## Conduttori televisivi(1)
- Edoardo Stoppa, conduttore televisivo italiano (Milano, n. 1969)

## Coreografi(1)
- Edoardo De Bernardis, coreografo italiano (Torino, n. 1978)

## Critici cinematografici(1)
- Edoardo Bruno, critico cinematografico italiano (Roma, n. 1928 - Roma, † 2020)

## Critici d'arte(1)
- Edoardo Persico, critico d'arte e saggista italiano (Napoli, n. 1900 - Milano, † 1936)

## Critici letterari(1)
- Edoardo Tiboni, critico letterario e giornalista italiano (Vasto, n. 1923 - Pescara, † 2017)

## Critici teatrali(1)
- Edoardo Fadini, critico teatrale italiano (Viladrau, n. 1928 - Torino, † 2013)

## Direttori d'orchestra(3)
- Edoardo Mascheroni, direttore d'orchestra e compositore italiano (Milano, n. 1852 - Ghirla, † 1941)
- Edoardo Müller, direttore d'orchestra e pianista italiano (Trieste, n. 1938 - Milano, † 2016)
- Edoardo Vitale, direttore d'orchestra italiano (Napoli, n. 1872 - Roma, † 1948)

## Doppiatori(1)
- Edoardo Stoppacciaro, doppiatore italiano (Montefiascone, n. 1983)

## Drammaturghi(4)
- Edoardo Anton, commediografo, sceneggiatore e regista italiano (Roma, n. 1910 - Villafranca, † 1986)
- Edoardo Erba, drammaturgo, regista teatrale e sceneggiatore italiano (Pavia, n. 1954)
- Edoardo Fabbri, drammaturgo e politico italiano (Cesena, n. 1778 - Cesena, † 1853)
- Edoardo Pignalosa, commediografo e giornalista italiano (Napoli, n. 1861 - Napoli, † 1929)

## Economisti(2)
- Edoardo Gaffeo, economista e politico italiano (Rovigo, n. 1967)
- Edoardo Giretti, economista e politico italiano (Torre Pellice, n. 1864 - San Maurizio Canavese, † 1940)

## Editori(1)
- Edoardo Sonzogno, editore e editore musicale italiano (Milano, n. 1836 - Milano, † 1920)

## Ematologi(1)
- Edoardo Storti, ematologo italiano (Corteolona, n. 1909 - Pavia, † 2006)

## Fantini(1)
- Edoardo Furi, fantino italiano (Santa Fiora, n. 1883 - Santa Fiora, † 1962)

## Fisarmonicisti(1)
- Edoardo Lucchina, fisarmonicista italiano (Velate, n. 1925 - Biella, † 2015)

## Fisici(1)
- Edoardo Amaldi, fisico italiano (Carpaneto Piacentino, n. 1908 - Roma, † 1989)

## Fotografi(2)
- Edoardo Fornaciari, fotografo e fotoreporter italiano (Parma, n. 1952)
- Edoardo Montaina, fotografo italiano (La Spezia, n. 1954)

## Fumettisti(2)
- Dino Attanasio, fumettista italiano (Milano, n. 1925)
- Edoardo Morricone, fumettista italiano (n. 1946)

## Funzionari(1)
- Edoardo Spasiano, prefetto e politico italiano (Bagnara Calabra, n. 1879 - Roma, † 1944)

## Generali(7)
- Antonio Edoardo Chinotto, generale italiano (Arona, n. 1858 - Udine, † 1916)
- Edoardo Driquet, generale, politico e agente segreto italiano (Buda, n. 1824 - Firenze, † 1916)
- Edoardo Francesco del Liechtenstein, generale austriaco (Vienna, n. 1809 - Karlsbad, † 1864)
- Edoardo Medaglia, generale e aviatore italiano (Ballò, n. 1911 - Treviso, † 2012)
- Edoardo Monti, generale italiano (Como, n. 1876 - † 1958)
- Edoardo Palombi, generale e prefetto italiano (Friuli-Venezia Giulia, n. 1916 - Fossano, † 1985)
- Edoardo Ravazza, generale italiano (Mombercelli, n. 1863 - Mombercelli, † 1925)

## Genetisti(1)
- Edoardo Boncinelli, genetista e fisico italiano (Rodi, n. 1941 - Milano, † 2025)

## Geologi(1)
- Edoardo Semenza, geologo italiano (Vittorio Veneto, n. 1927 - Ferrara, † 2002)

## Ginecologi(1)
- Edoardo Porro, ginecologo e politico italiano (Padova, n. 1842 - Milano, † 1902)

## Ginnasti(1)
- Edoardo De Rosa, ginnasta italiano (Sesto San Giovanni, n. 2000)

## Giocatori di poker(1)
- Edoardo Alescio, giocatore di poker italiano (Oderzo, n. 1988)

## Giornalisti(3)
- Edoardo Boutet, giornalista, critico teatrale e impresario teatrale italiano (Napoli, n. 1856 - Roma, † 1915)
- Edoardo Raspelli, giornalista, gastronomo e conduttore televisivo italiano (Milano, n. 1949)
- Edoardo Scarfoglio, giornalista, scrittore e editore italiano (Paganica, n. 1860 - Napoli, † 1917)

## Giuristi(2)
- Edoardo Ruffini, giurista e avvocato italiano (Torino, n. 1901 - Borgofranco d'Ivrea, † 1983)
- Edoardo Volterra, giurista e partigiano italiano (Roma, n. 1904 - Roma, † 1984)

## Golfisti(1)
- Edoardo Molinari, golfista italiano (Torino, n. 1981)

## Hockeisti su ghiaccio(1)
- Edoardo Caletti, hockeista su ghiaccio italiano (Milano, n. 1986)

## Illusionisti(1)
- Edoardo Pecar, illusionista italiano (Milano, n. 1956)

## Imprenditori(10)
- Edoardo Agnelli, imprenditore e dirigente sportivo italiano (Verona, n. 1892 - Genova, † 1935)
- Edoardo Agnelli, imprenditore e politico italiano (Torino, n. 1831 - Roma, † 1871)
- Edoardo Bianchi, imprenditore e inventore italiano (Milano, n. 1865 - Varese, † 1946)
- Edoardo Bosio, imprenditore, canottiere e calciatore italiano (Torino, n. 1864 - Davos, † 1927)
- Edoardo Bulgheroni, imprenditore e dirigente sportivo italiano (n. 1909 - † 1990)
- Edoardo Bulgheroni, imprenditore e dirigente sportivo italiano (Varese, n. 1970)
- Edoardo Calleri, imprenditore e politico italiano (Saluzzo, n. 1927 - Torino, † 2002)
- Edoardo Garrone, imprenditore italiano (Carpeneto, n. 1906 - Olsborg, † 1963)
- Edoardo Garrone, imprenditore e dirigente sportivo italiano (Genova, n. 1961)
- Edoardo Longarini, imprenditore e dirigente sportivo italiano (Tolentino, n. 1931 - Roma, † 2020)

## Incisori(1)
- Edoardo Chiossone, incisore italiano (Arenzano, n. 1833 - Tokyo, † 1898)

## Ingegneri(4)
- Edoardo Benvenuto, ingegnere italiano (Genova, n. 1940 - Genova, † 1998)
- Edoardo Nova, ingegnere italiano (Milano, n. 1921 - Milano, † 2009)
- Edoardo Orabona, ingegnere italiano (Aversa, n. 1897 - Bari, † 1973)
- Edoardo Salzano, ingegnere e urbanista italiano (Napoli, n. 1930 - Venezia, † 2019)

## Mafiosi(2)
- Edoardo Contini, mafioso italiano (Napoli, n. 1955)
- Edoardo Toscano, mafioso italiano (Roma, n. 1953 - Roma, † 1989)

## Magistrati(1)
- Edoardo Vicario, magistrato e politico italiano (Potenza, n. 1876 - Roma, † 1941)

## Martellisti(1)
- Edoardo Podberscek, ex martellista italiano (Gorizia, n. 1949)

## Matematici(1)
- Edoardo Vesentini, matematico e politico italiano (Roma, n. 1928 - Pisa, † 2020)

## Medici(1)
- Edoardo Maragliano, medico italiano (Genova, n. 1849 - Genova, † 1940)

## Militari(10)
- Edoardo Brunetta d'Usseaux, militare italiano (Pinerolo, n. 1816 - Borgo Vercelli, † 1859)
- Edoardo Cecere, militare e partigiano italiano (Firenze, n. 1896 - Forlì, † 1944)
- Edoardo Facduelle, militare e politico italiano (Firenze, n. 1902 - Mar del Plata, † 1993)
- Edoardo Martini, militare italiano (Vicenza, n. 1923 - Trento, † 1967)
- Edoardo Enrico Morabito, militare e giornalista italiano (Messina, n. 1908 - Dibbuk, † 1936)
- Edoardo Pezzali, militare italiano (Pavia, n. 1915 - Palacio de Ibarra, † 1937)
- Edoardo Salazar, militare e politico italiano (Napoli, n. 1868 - Napoli, † 1942)
- Edoardo di Sassonia-Weimar-Eisenach, militare tedesco (Londra, n. 1823 - Londra, † 1902)
- Edoardo Scala, militare italiano (Ragusa, n. 1884 - Palermo, † 1964)
- Edoardo Suarez, militare italiano (Napoli, n. 1869 - Vallone di Foxi, † 1916)

## Missionari(1)
- Edoardo Mason, missionario e vescovo cattolico italiano (Limena, n. 1903 - Verona, † 1989)

## Naturalisti(1)
- Edoardo De Betta, naturalista italiano (Castel Malgolo, n. 1822 - Sogara di Marcellise, † 1896)

## Nobili(11)
- Edoardo Balliol, nobile scozzese (Doncaster, † 1367)
- Edoardo, duca di Edimburgo, nobile britannico (Buckingham Palace, n. 1964)
- Edoardo il Principe Nero, nobile britannico (Woodstock, n. 1330 - Westminster, † 1376)
- Edoardo Fortunato di Baden-Baden, nobile tedesco (Londra, n. 1565 - Kastellaun, † 1600)
- Edoardo III di Bar, nobile francese (Azincourt, † 1415)
- Edoardo del Palatinato-Simmern, nobile (L'Aia, n. 1625 - Parigi, † 1663)
- Edoardo Giuseppe Rignon, nobile, diplomatico e politico italiano (Torino, n. 1808 - Parigi, † 1853)
- Edoardo di York, nobile britannico (Middleham, n. 1473 - Middleham, † 1484)
- Edoardo Augusto di Hannover, nobile britannico (Londra, n. 1767 - Sidmouth, † 1820)
- Edoardo di Sassonia-Altenburg, nobile tedesco (Hildburghausen, n. 1804 - Monaco di Baviera, † 1852)
- Edoardo l'Esiliato, nobile inglese (Inghilterra, n. 1016 - Londra, † 1057)

## Numismatici(1)
- Edoardo Martinori, numismatico, viaggiatore e alpinista italiano (Roma, n. 1854 - Roma, † 1935)

## Nuotatori(2)
- Edoardo Giorgetti, nuotatore italiano (Cagli, n. 1989)
- Edoardo Stochino, nuotatore italiano (Chiavari, n. 1987)

## Ornitologi(1)
- Edoardo Imparati, ornitologo e naturalista italiano (Piacenza, n. 1872 - Piacenza, † 1945)

## Pallanuotisti(5)
- Edoardo Caliogna, pallanuotista italiano (Genova, n. 1990)
- Edoardo Cocchi, ex pallanuotista italiano (Firenze, n. 1990)
- Edoardo Di Somma, pallanuotista italiano (Genova, n. 1996)
- Edoardo Magri, pallanuotista maltese (Sliema, n. 1908 - † 1998)
- Edoardo Manzi, pallanuotista italiano (Padova, n. 1998)

## Pallavolisti(3)
- Edoardo Caneschi, pallavolista italiano (Arezzo, n. 1997)
- Edoardo Ciabattini, pallavolista italiano (San Miniato, n. 1989)
- Edoardo Rabezzana, pallavolista italiano (Asti, n. 1975)

## Partigiani(1)
- Edoardo Succhielli, partigiano italiano (Civitella in Val di Chiana, n. 1919 - Arezzo, † 2018)

## Patrioti(2)
- Edoardo Arbib, patriota, politico e giornalista italiano (Firenze, n. 1840 - Roma, † 1906)
- Edoardo Herter, patriota, medico e missionario italiano (Treviso, n. 1834 - Tapalqué, † 1889)

## Piloti automobilistici(3)
- Edoardo Lualdi Gabardi, pilota automobilistico italiano (Busto Arsizio, n. 1931)
- Edoardo Mortara, pilota automobilistico svizzero (Ginevra, n. 1987)
- Edoardo Piscopo, pilota automobilistico italiano (Roma, n. 1988)

## Pistard(1)
- Edoardo Severgnini, pistard e ciclista su strada italiano (Milano, n. 1904 - Milano, † 1969)

## Pittori(10)
- Edoardo Del Neri, pittore e incisore italiano (Gorizia, n. 1890 - Roma, † 1932)
- Edoardo Gioja, pittore, decoratore e fotografo italiano (Roma, n. 1862 - Londra, † 1937)
- Edoardo Giordano, pittore e ceramista italiano (Napoli, n. 1904 - Roma, † 1974)
- Edoardo Landi, pittore e scultore italiano (San Felice sul Panaro, n. 1937)
- Edoardo Matania, pittore e illustratore italiano (Napoli, n. 1847 - Napoli, † 1929)
- Edoardo Monteforte, pittore italiano (Polla, n. 1849 - Napoli, † 1932)
- Dady Orsi, pittore, incisore e illustratore italiano (Genova, n. 1917 - Milano, † 2003)
- Edoardo Perotti, pittore italiano (Torino, n. 1824 - † 1870)
- Edoardo Tani, pittore e museologo italiano (Tivoli, n. 1880 - Roma, † 1948)
- Edoardo Tofano, pittore italiano (Napoli, n. 1838 - Roma, † 1920)

## Poeti(7)
- Eduardo Giacomo Boner, poeta, scrittore e giornalista italiano (Messina, n. 1864 - Messina, † 1908)
- Edoardo Cacciatore, poeta e saggista italiano (Palermo, n. 1912 - Roma, † 1996)
- Edoardo Ignazio Calvo, poeta e medico italiano (Torino, n. 1773 - Torino, † 1804)
- Edoardo Firpo, poeta italiano (Genova, n. 1889 - Genova, † 1957)
- Edoardo Nicolardi, poeta, paroliere e giornalista italiano (Napoli, n. 1878 - Napoli, † 1954)
- Edoardo Sanguineti, poeta, scrittore e drammaturgo italiano (Genova, n. 1930 - Genova, † 2010)
- Edoardo Travi, poeta italiano (Savona, n. 1920 - Varazze, † 2006)

## Politici(27)
- Dino Alfieri, politico e diplomatico italiano (Bologna, n. 1886 - Milano, † 1966)
- Edoardo Battaglia, politico e avvocato italiano (Termini Imerese, n. 1909 - Termini Imerese, † 1975)
- Edoardo Bich, politico italiano (Settimo Vittone, n. 1940)
- Edoardo Castelli, politico italiano (Torino, n. 1807 - Roma, † 1873)
- Edoardo Catellani, politico italiano (Milano, n. 1922 - Sondrio, † 2018)
- Edoardo Crotti di Costigliole, politico italiano (Costigliole Saluzzo, n. 1799 - Aosta, † 1870)
- Edoardo D'Onofrio, politico italiano (Roma, n. 1901 - Roma, † 1973)
- Edoardo Daneo, politico e avvocato italiano (Torino, n. 1851 - Torino, † 1922)
- Edoardo Fanucci, politico italiano (Pescia, n. 1983)
- Edoardo Ginistrelli, politico italiano (Napoli, n. 1838 - Napoli, † 1920)
- Edoardo Kramer, politico italiano (n. 1829 - † 1869)
- Edoardo Malusardi, politico e sindacalista italiano (Lodi, n. 1889 - Torino, † 1978)
- Edoardo Marino, politico, avvocato e sindacalista italiano (Aragona, n. 1909 - † 2004)
- Edoardo Martino, politico italiano (Alessandria, n. 1910 - Alessandria, † 1999)
- Edoardo Masdea, politico e generale italiano (Napoli, n. 1849 - Roma, † 1910)
- Edoardo Pantano, politico, patriota e scrittore italiano (Assoro, n. 1842 - Roma, † 1932)
- Edoardo Patriarca, politico italiano (Basciano, n. 1953)
- Edoardo Pollastri, politico italiano (Alessandria, n. 1932 - San Paolo del Brasile, † 2017)
- Edoardo Rixi, politico italiano (Genova, n. 1974)
- Edoardo Ronchi, politico italiano (Treviglio, n. 1950)
- Edoardo Salerno, politico e prefetto italiano (Guardavalle, n. 1891 - Catanzaro, † 1978)
- Edoardo Soderini, politico italiano (Roma, n. 1853 - Roma, † 1934)
- Edoardo Speranza, politico italiano (Firenze, n. 1929 - Firenze, † 2014)
- Edoardo Talamo, politico italiano (Cava de' Tirreni, n. 1858 - Roma, † 1916)
- Edoardo Tholosano, politico e ammiraglio italiano (Fossano, n. 1808 - Torino, † 1887)
- Edoardo Torre, politico italiano (San Salvatore Monferrato, n. 1882 - Roma, † 1962)
- Edoardo Ziello, politico italiano (Civitavecchia, n. 1992)

## Presbiteri(1)
- Edoardo Marzari, presbitero, antifascista e partigiano italiano (Capodistria, n. 1905 - Trieste, † 1973)

## Principi(5)
- Edoardo del Portogallo, IV duca di Guimarães, principe portoghese (Lisbona, n. 1515 - Lisbona, † 1540)
- Edoardo Augusto di Hannover, principe inglese (Norfolk House, n. 1739 - Palazzo dei Principi di Monaco, † 1767)
- Edoardo Plantageneto, XVII conte di Warwick, principe inglese (Warwick, n. 1475 - Torre di Londra, † 1499)
- Edoardo del Portogallo, V duca di Guimarães, principe e politico portoghese (Almeirim, n. 1541 - Évora, † 1576)
- Edoardo di Lancaster, principe inglese (Palazzo di Westminster, n. 1453 - Tewkesbury, † 1471)

## Progettisti(1)
- Edoardo Weber, progettista e imprenditore italiano (Torino, n. 1889 - Bologna)

## Psichiatri(2)
- Edoardo Balduzzi, psichiatra italiano (Tortona, n. 1920 - Varese, † 2013)
- Edoardo Weiss, psichiatra e psicoanalista italiano (Trieste, n. 1889 - Chicago, † 1970)

## Pugili(1)
- Edoardo Garzena, pugile e allenatore di pugilato italiano (Torre Pellice, n. 1900 - Torino, † 1982)

## Rapper(1)
- Silent Bob, rapper italiano (Milano, n. 1999)

## Registi(8)
- Edoardo Bencivenga, regista italiano (Napoli, n. 1885 - Roma, † 1934)
- Edoardo De Angelis, regista, sceneggiatore e produttore cinematografico italiano (Napoli, n. 1978)
- Edoardo Falcone, regista e sceneggiatore italiano (Roma, n. 1968)
- Edoardo Margheriti, regista e produttore cinematografico italiano (Roma, n. 1959)
- Edoardo Mulargia, regista, direttore della fotografia e produttore cinematografico italiano (Torpè, n. 1925 - Roma, † 2005)
- Edoardo Ponti, regista, sceneggiatore e produttore cinematografico italiano (Ginevra, n. 1973)
- Edoardo Torricella, regista e attore italiano (Milano, n. 1935)
- Edoardo Winspeare, regista, sceneggiatore e attore italiano (Klagenfurt, n. 1965)

## Religiosi(2)
- Edoardo Ciccodicola, religioso e scrittore italiano (Arpino, n. 1835 - Roma, † 1907)
- Edoardo Ripoll Diego, religioso spagnolo (Jàtiva, n. 1912 - Barbastro, † 1936)

## Rugbisti a 15(4)
- Edoardo Gori, ex rugbista a 15 italiano (Borgo San Lorenzo, n. 1990)
- Edoardo Iachizzi, rugbista a 15 italiano (Roma, n. 1998)
- Edoardo Padovani, rugbista a 15 italiano (Venezia, n. 1993)
- Edoardo Ruffolo, rugbista a 15 italiano (Parma, n. 1991)

## Scacchisti(1)
- Edoardo Crespi, scacchista e mecenate italiano (Milano, n. 1849 - † 1910)

## Schermidori(4)
- Edoardo Giordan, schermidore italiano (Fiumicino, n. 1993)
- Edoardo Luperi, schermidore italiano (Livorno, n. 1993)
- Edoardo Mangiarotti, schermidore e dirigente sportivo italiano (Renate, n. 1919 - Milano, † 2012)
- Edoardo Munzone, schermidore italiano (Catania, n. 1988)

## Sciatori alpini(2)
- Edoardo Saracco, sciatore alpino italiano (n. 2003)
- Edoardo Zardini, ex sciatore alpino italiano (Cortina d'Ampezzo, n. 1976)

## Scienziati(1)
- Edoardo Perroncito, scienziato, medico e veterinario italiano (Viale, n. 1847 - Pavia, † 1936)

## Scrittori(9)
- Edoardo Albinati, scrittore, traduttore e sceneggiatore italiano (Roma, n. 1956)
- Edoardo Angelino, scrittore italiano (Alessandria, n. 1950)
- Edoardo Calandra, scrittore e illustratore italiano (Torino, n. 1852 - Murello, † 1911)
- Edoardo Camurri, scrittore, giornalista e conduttore televisivo italiano (Torino, n. 1974)
- Edoardo Corsi, scrittore italiano (Capestrano, n. 1896 - † 1965)
- Edoardo Crisafulli, scrittore italiano (Rimini, n. 1964)
- Edoardo Guglielmino, scrittore italiano (Catania, n. 1924 - Genova, † 2009)
- Edoardo Nesi, scrittore, politico e traduttore italiano (Prato, n. 1964)
- Edoardo Rialti, scrittore, traduttore e docente italiano (Firenze, n. 1982)

## Scultori(5)
- Edoardo Alfieri, scultore italiano (Foggia, n. 1913 - Sanremo, † 1998)
- Edoardo De Albertis, scultore, pittore e illustratore italiano (Genova, n. 1874 - Genova, † 1950)
- Edoardo Rubino, scultore e disegnatore italiano (Torino, n. 1871 - Torino, † 1954)
- Edoardo Tresoldi, scultore italiano (Cambiago, n. 1987)
- Edoardo Villa, scultore italiano (Bergamo, n. 1915 - Milano, † 2011)

## Sociologi(1)
- Edoardo Novelli, sociologo e giornalista italiano (Torino, n. 1960)

## Sovrani(12)
- Edoardo il Vecchio, sovrano (Cheshire, † 924)
- Edoardo del Portogallo, re (Viseu, n. 1391 - Tomar, † 1438)
- Edoardo I d'Inghilterra, re britannico (Westminster, n. 1239 - Burgh by Sands, † 1307)
- Edoardo III d'Inghilterra, re britannico (Castello di Windsor, n. 1312 - Richmond Palace, † 1377)
- Edoardo IV d'Inghilterra, re (Rouen, n. 1442 - Westminster, † 1483)
- Edoardo V d'Inghilterra, re (Londra, n. 1470 - probabilmente Torre di Londra, † 1483)
- Edoardo VI d'Inghilterra, re britannico (Hampton Court, n. 1537 - Greenwich, † 1553)
- Edoardo VII del Regno Unito, re britannico (Buckingham Palace, n. 1841 - Buckingham Palace, † 1910)
- Edoardo VIII del Regno Unito, re britannico (Richmond upon Thames, n. 1894 - Parigi, † 1972)
- Edoardo II d'Inghilterra, re britannico (Caernarfon, n. 1284 - Berkeley, † 1327)
- Edoardo il Martire, re (n. 962 - Castello di Corfe, † 978)
- Edoardo il Confessore, re (Islip - Londra, † 1066)

## Storici(2)
- Edoardo Susmel, storico e politico italiano (Fiume, n. 1887 - Forte dei Marmi, † 1948)
- Edoardo Tortarolo, storico e scrittore italiano (Torino, n. 1956)

## Telecronisti sportivi(1)
- Edoardo Vercellesi, telecronista sportivo e giornalista italiano (Milano, n. 1997)

## Tenori(3)
- Edoardo Ferrari Fontana, tenore italiano (Roma, n. 1878 - Toronto, † 1936)
- Edoardo Garbin, tenore italiano (Padova, n. 1865 - Brescia, † 1943)
- Edoardo Guarnera, tenore, attore e personaggio televisivo italiano (Roma, n. 1960 - Roma, † 2022)

## Tipografi(1)
- Edoardo Perino, tipografo e editore italiano (Torino, n. 1845 - Rocca di Papa, † 1895)

## Tiratori a volo(1)
- Edoardo Casciano, tiratore a volo italiano (Roma, n. 1936 - † 1997)

## Velisti(1)
- Edoardo Moscatelli, velista italiano (Genova, n. 1898 - Luserna San Giovanni, † 1963)

## Velocisti(1)
- Edoardo Scotti, velocista italiano (Lodi, n. 2000)

## Vescovi cattolici(4)
- Edoardo Aldo Cerrato, vescovo cattolico italiano (Asti, n. 1949)
- Edoardo Facchini, vescovo cattolico italiano (Sora, n. 1886 - Roma, † 1962)
- Edoardo Ricci, vescovo cattolico italiano (Sesta Godano, n. 1928 - La Spezia, † 2008)
- Edoardo Giuseppe Rosaz, vescovo cattolico italiano (Susa, n. 1830 - Susa, † 1903)

## Violinisti(1)
- Dino Asciolla, violinista e violista italiano (Roma, n. 1920 - Siena, † 1994)

## Senza attività specificata(8)
- Edoardo Agnelli, italiano (New York, n. 1954 - Fossano, † 2000)
- Edoardo I di Bar, conte (n. 1295 - Famagosta, † 1336)
- Edoardo di Anhalt, duca (Dessau, n. 1861 - Berchtesgaden, † 1918)
- Edoardo II di Bar, conte († 1352)
- Edoardo di Gheldria, duca (n. 1336 - † 1371)
- Edoardo Frau, sciatore d'erba italiano (Asiago, n. 1980)
- Edoardo Plantageneto, II duca di York, duca (Norwich, n. 1373 - Azincourt, † 1415)
- Edoardo di Savoia, conte (Baugé, n. 1284 - Parigi, † 1329)